# Цорнединг
Цорнединг (на немски: Zorneding) е община в окръг Еберсберг в Горна Бавария (Германия) с 9156 жители (2015).
Намира се на 21 км от Мюнхен и на 12 км от окръжния град Еберсберг. За пръв път е споменат в документ на 4 септември 813 г. като „Zornkeltinga“.